# بوتري إندونيسيا 2023
بوتري إندونيسيا 2022 هي النسخة السادسة والعشرون من مسابقة بوتري إندونيسيا (مسابقة ملكة جمال وطنية) منذ انطلاقتها عام 1992، في نهاية الحدث ستتوج بوتري إندونيسيا 2022 لاكسمي دي نيفي سوردانا من بالي خليفتها لعام 2023. من هذه النسخة، فقدت بوتري إندونيسيا حقوق اختيار وإرسال الممثل الإندونيسي إلى مسابقة ملكة جمال الكون. سيمثل بوتيري إندونيسيا 2023 إندونيسيا في مسابقة ملكة جمال الدولية 2023. وسيتوج خلفاؤهم أيضًا بوتري إندونيسيا لينكونان 2022 و بوتري إندونيسيا باريويزاتا 2022 و سيندي ماي ماكغواير من جاكرتا منطقة العاصمة الخاصة الخامسة و أديندا تريسشيلا من جاوة الشرقية. سيمثل بوتيري إندونيسيا باريويزاتا 2023 بلدها إندونيسيا في مسابقة ملكة جمال فوق الوطنية 2023، فيما ستمثل بوتري إندونيسيا لينكونان 2023 بلدها إندونيسيا في مسابقة ملكة جمال سحر 2024.

## النتائج

### المراكز النهائية
| النتائج النهائية                                             | المتنافسة |
| ------------------------------------------------------------ | --- |
| بوتري إندونيسيا (ملكة جمال إندونيسيا)                        | - جاوة الغربية - فرحانة نارسواري ويساندانا |
| بوتري إندونيسيا لينكونان (ملكة جمال إندونيسيا العالمية)      | - جاوة الشرقية - ياسينتا أوريليا |
| بوتري إندونيسيا باريويزاتا (ملكة جمال إندونيسيا سوبرناشونال) | - لامبونغ - لولو زهراني كريسنا ويدودو |
| أفضل 6                                                       | - يوغياكارتا الأولى - ديندا نور سفيرا - منطقة العاصمة الخاصة الثانية - بوتيري موديانتي - بانغكا بليتونغ الثانية - باتريشيا بيلا أولينا |
| أفضل 15                                                      | - آتشيه الثانية - إنشيرا موتيا هنسا - بالي - أناك أغونغ ساغونغ إستري ناندا ويديا ساراسواتي - كالمنتان الشرقية - أندي ناتاسيا بريانكا جونسون سيمانجونتاك - منطقة العاصمة الخاصة الأولى - جيوك كينسكي ماهاراني ديتري أيوستا - منطقة العاصمة الخاصة الخامسة - فيديليا براباجاتي - منطقة العاصمة الخاصة السادسة - سابرينا عائشة بوتري أبين - بابوا - يونيتا ألاندا مونيم - جنوب سومطرة - جيليتا غابرييلا بوتري - غرب نوسا تينجارا - دياجينج أوليا سيكارتاجي |

## خلفية

### اختيار المشاركين
تم اختيار 10 متسابقات من المنافسة الإقليمية التي أقيمت في مقاطعاتهم. كانت جنوب سومطرة، لامبونج ، بانتين ، جاوة الشرقية ، بالي ، نوسا تنجارا الغربية ، كاليمانتان الشرقية ، جنوب سولاويزي ، وسط سولاويزي ، وشمال سولاويزي. تم اختيار 29 متسابقة من قبل الحكام من خلال اختبار تم إجراؤه في جاكرتا ، وأربعة من قبل الجماهير من خلال التصويت العام ، واثنان من خريجي البدل. في المجموع ، تتنافس 45 متسابقة على اللقب ، مما جعله أكبر نسبة مشاركة في تاريخ مسابقة بوتري إندونيسيا حتى الآن.
| المقاطعة                     | المتسابقة                                     | العمر | مسقط رأسها         |
| ---------------------------- | --------------------------------------------- | ----- | ------------------ |
| سومطرة                       |                                               |       |                    |
| آتشيه 1                      | دوي أنيسة رمادانتي                            | 25    | باندا آتشيه        |
| آتشيه 2                      | إنشيرا موتيا هنسا                             | 22    | Montasik           |
| سومطرة الشمالية              | تابيثا كريستابيلا نابيتوبولو                  | 25    | ميدان              |
| سومطرة الغربية               | واهيوني أنديرا كوروسينغ                       | 25    | بادان              |
| رياو                         | نيتا إندرياني                                 | 23    | بيكانبارو          |
| جزر رياو                     | أغاتا جيسيكا مارغريت سياهان                   | 23    | باتام              |
| جمبي                         | سيندي نوفيلا                                  | 22    | Tebo               |
| سومطرة الجنوبية              | جيليتا غابرييلا بوتري                         | 21    | Musi Banyuasin     |
| بانغكا بليتونغ 1             | كريستين بريسيلا مالاو                         | 25    | سونغايليات ‏        |
| بانغكا بليتونغ 2             | باتريشيا بيلا أولينا                          | 22    | بانغكال بينانغ     |
| بنغكولو                      | ديلا دوي أوكتارينا                            | 25    | بنغكولو            |
| لامبونغ                      | لولو زهراني كريسنا ويدودو                     | 19    | West Tulang Bawang |
| جاوة                         |                                               |       |                    |
| منطقة العاصمة الخاصة الأولى  | جيوك كينسكي ماهاراني ديتري أيوستا             | 25    | جاكرتا             |
| منطقة العاصمة الخاصة الثانية | بوتيري موديانتي                               | 25    | جاكرتا             |
| منطقة العاصمة الخاصة الثالثة | كاريشا الفبوتري                               | 25    | جاكرتا             |
| منطقة العاصمة الخاصة الرابعة | جوني سافيتري                                  | 23    | جاكرتا             |
| منطقة العاصمة الخاصة الخامسة | فيديليا براباجاتي                             | 24    | جاكرتا             |
| منطقة العاصمة الخاصة السادسة | سابرينا عائشة بوتري أبين                      | 24    | جاكرتا             |
| بنتن                         | سلسبيلا دينيتاساري                            | 25    | تانغيرانغ الجنوبية |
| جاوة الغربية                 | فرحانة نارسواري                               | 26    | باندونغ            |
| جاوة الوسطى                  | يوديا إيزابيل                                 | 26    | منطقة وصاية بريبيس |
| يوغياكارتا 1                 | ديندا نور سفيرا                               | 23    | يوغياكارتا         |
| يوغياكارتا 2                 | بيانكا هافيكا عيدي                            | 25    |                    |
| جاوة الشرقية                 | ياسينتا أوريليا                               | 19    | Sidoarjo           |
| جزر سوندا الصغرى             |                                               |       |                    |
| بالي                         | أناك أغونغ ساغونغ إستري ناندا ويديا ساراسواتي | 20    | دنباسار            |
| نوسا تنقارا الغربية          | دياجينج يوليا سيكارتاجي                       | 24    | ماتارام            |
| نوسا تنقارا الشرقية          | الكسندرا ماريا كارلا نوجو لادجار              | 23    | Lembata            |
| كليمنتان                     |                                               |       |                    |
| كالمنتان الغربية             | اشويزا حنفي                                   | 26    | سينغكوانغ          |
| كليمنتان الجنوبية            | فلورا جراسيا رومنتا سياجيان                   | 23    | بنجرماسين          |
| كالمنتان الوسطى              | أديلينا نوفيتا فيرونيكا مانورونج              | 22    | بالانغكارايا       |
| كالمنتان الشرقية             | أندي ناتاسيا بريانكا جونسون سيمانجونتاك       | 21    | ساماريندا          |
| كالمنتان الشمالية            | موستيكا سيمباكا ديني                          | 22    | Tana Tidung        |
| سولاوسي                      |                                               |       |                    |
| سولاوسي الجنوبية             | تيتا كاميلا سيافر الدين                       | 24    | نورث لوو           |
| سولاوسي الغربية 1            | ماي انجيل سيمبرينج                            | 22    | Mamasa             |
| سولاوسي الغربية 2            | ديتا أيو وولانداري                            |       |                    |
| سولاوسي الجنوبية الشرقية     | سري رحميساري رمبولان                          | 23    | كنداري             |
| سولاوسي الوسطى               | دانييلا كلوديا أكويلا                         | 23    | بالو               |
| سولاوسي الشمالية             | إليشا غابرييل روزالينا لومينتانج              | 22    | North Minahasa     |
| غورونتالو                    | نيونو أنجرايني بوتري                          | 25    | غورونتالو          |
| شرق إندونيسيا                |                                               |       |                    |
| مالوكو                       | ليدب كندرا كارسودينومو باتياتا                | 22    | Central Maluku     |
| مالوكو الشمالية              | كاليستا سارة ديسيا توتواريما                  | 26    | North Halmahera    |
| بابوا الغربية                | فيرونيكا أنجلينا ويندي هابساري                | 25    | سورونغ (مدينة)     |
| بابوا                        | يونيتا ألاندا مونيم                           | 25    | جايابورا           |